# Gastrotheca psychrophila
Gastrotheca psychrophila es una especie de anfibios de la familia Amphignathodontidae.
Es endémica de Ecuador.
Su hábitat natural se centra en zonas de arbustos a gran altitud.
Está amenazada de extinción por la pérdida de su hábitat natural.